# يوهان هيليستروم
يوهان هيليستروم (بالفنلندية: Johan Hellström)‏ (13 مايو 1907 – 1989) هو ملاكم فنلندي راحل، مثّل بلاده في الألعاب الأولمبية الصيفية 1928.

## روابط خارجية
يوهان هيليستروم على موقع بوكس ريك (الإنجليزية) (registration required)
- يوهان هيليستروم على موقع اللجنة الأولمبية الدولية (الإنجليزية)
- يوهان هيليستروم على موقع أوليمبيديا (الإنجليزية)